# AC Sparta Praha 2012/2013
Tento článek se podrobně zabývá sestavou a zápasy týmu AC Sparta Praha v sezoně 2012–2013.

## Průběh sezony
Na začátku letní přípravy se stal novým trenérem Vítězslav Lavička, který nahradil Martina Haška. Předseda představenstva Daniel Křetínský nicméně prohlásil, že koncepce vytyčená s příchodem Jaroslava Hřebíka zůstává platná. Po Ostravě, Příbrami a Brnu měla Sparta čtvrtý nejmladší kádr v lize. Klub neprodloužil smlouvu Sionkovi a Brabcovi, naopak na Letnou přišel z rezervy Realu Madrid mladý španělský obránce Pablo Gil. Velký zájem projevoval letenský klub o jabloneckého kanonýra Lafatu, z přestupu však nakonec sešlo a Spartu posílil mladý albánský útočník Bekim Balaj. Před startem ligy byla představena nová sadu třetích dresů. Pro venkovní utkání to byla kromě žluté nově také bílá varianta, která připomínala "sešívané" dresy odvěkého rivala Slavie.
Do nové sezony vstoupila Sparta úspěšně: v lize na úvodní remízu s Duklou navázala sérií pěti vítězství a vévodila tabulce, v pohárech postoupila do základní skupiny Evropské ligy. Tam jí los přiřknul slavné soupeře Olympique Lyonnais a Athletic Bilbao, spolu s izraelským mistrem Hapoel Ironi Kirjat Šmona. První ligová porážka přišla v 7. kole, kdy Sparta podlehla Viktorii Plzeň po sporné penaltě 0:1. V dalším kole podlehla doma Sigmě Olomouc a především pak v následujícím v pražském derby Slavii 0:1. Spolu s neúspěchem v Lyonu tak prodloužila sérii porážek na čtyři zápasy. V Evropské lize už pak ale neprohrála a kvalifikovala se do vyřazovací fáze, kde se jí soupeřem stal z Ligy mistrů vypadlý londýnský velkoklub a vítěz předešlého ročníku, Chelsea FC. V domácí lize přezimovala na třetím místě se ztrátou tří bodů na vedoucí Viktorii Plzeň a jednobodovým mankem na druhý Jablonec.
V průběhu zimní přestávky nakonec přece jen kádr posílil o reprezentačního střelce Lafatu, navíc přišel další útočník s mezinárodní zkušeností Roman Bednář. Zálohu posílil Lukáš Vácha, který přišel z Liberce, do Dinama Tbilisi naopak odešel Peter Grajciar.
Do jarní části vstoupila dvojzápasem s Chelsea. Po domácí porážce 0:1 na hřišti soupeře po trefě Lafaty vedla, prodloužení však v nastaveném čase odvrátil Eden Hazard. Pro Spartu to znamenalo konec jejího působení v EL. V domácí lize navázala na sérii bez porážky, která trvala od konce září. Před zaplněnými tribunami porazila Plzeň, čímž jí v tabulce bodově dotáhla. Následovalo vítězství Olomoucí, Slavií a Ostravou. Po celou tu dobu se stále držela na druhém místě, jen o skóre za vedoucí Viktorií. Ve 25. kole ale doma ztratila body po remíze s Jihlavou, po následující porážce v Liberci nad ní Plzeň zvýšila náskok už na pět bodů. Letenští navíc selhali i v odvetě semifinále domácího poháru, když podlehli na domácí půdě Mladé Boleslavi. V tomto zápase byl za agresivní zákrok vyloučen útočník Léonard Kweuke, následoval rekordní disciplinární trest na 12 zápasů. V napínavé koncovce ligy nakonec existovala teoretická šance na zisk titulu až do posledního kola, Sparta však znovu skončila druhá.

## Soupiska
| #  | Pozice | Hráč                 |
| -- | ------ | -------------------- |
| 1  | B      | Marek Čech           |
| 3  | O      | Manuel Pamić         |
| 4  | O      | Ondřej Švejdík       |
| 6  | Z      | Lukáš Vácha          |
| 7  | Z      | Tomáš Přikryl        |
| 8  | Z      | Marek Matějovský (C) |
| 9  | Ú      | Bekim Balaj          |
| 11 | Ú      | Léonard Kweuke       |
| 13 | O      | Adam Jánoš           |
| 14 | Ú      | Václav Kadlec        |
| 16 | Z      | Pavel Kadeřábek      |
| 19 | O      | Matěj Hybš           |
| 20 | O      | Tomáš Zápotočný      |

| #  | Pozice | Hráč               |
| -- | ------ | ------------------ |
| 21 | Ú      | David Lafata       |
| 22 | Z      | Josef Hušbauer     |
| 23 | Z      | Ladislav Krejčí    |
| 24 | O      | Vlastimil Vidlička |
| 25 | Z      | Mario Holek        |
| 26 | O      | David Hovorka      |
| 27 | O      | Roman Polom        |
| 29 | Ú      | Roman Bednář       |
| 30 | B      | Tomáš Holý         |
| 31 | B      | Tomáš Vaclík       |
| 34 | Z      | Adam Kučera        |
| 38 | Z      | Aleš Čermák        |
| 39 | O      | Jiří Jarošík       |

## Zápasy sezony 2012/13

### 1. Gambrinus liga

#### Podzimní část
| 1. kolo 28. července 2012 | FK Dukla Praha          | 1 – 1 | AC Sparta Praha    | Na Julisce, Praha                    |  |  |
| 18:00 SEČ ČT sport        | Pavel Hašek 30'(z pen.) |       | 90' Léonard Kweuke | Diváci: 4 257 Rozhodčí: Karel Hrubeš |  |  |
|                           |                         |       |                    |                                      |  |  |

| 2. kolo 5. srpna 2012 | AC Sparta Praha                        | 2 – 1 | 1. FK Příbram | Generali Aréna, Praha         |  |  |
| 17:00 SEČ Nova Sport  | Pavel Kadeřábek 50' Léonard Kweuke 65' |       | 5' Petr Trapp | Diváci: 0 Rozhodčí: Jiří Adam |  |  |
|                       |                                        |       |               |                               |  |  |

| 3. kolo 12. srpna 2012 | 1. FC Slovácko  | 1 – 4 | AC Sparta Praha                                                               | Městský stadion, Uherské Hradiště     |  |  |
| 17:00 SEČ              | Jan Trousil 24' |       | 8' David Pavelka 13' Bekim Balaj 43' Josef Hušbauer 50'(z pen.) Václav Kadlec | Diváci: 6 532 Rozhodčí: Radek Příhoda |  |  |
|                        |                 |       |                                                                               |                                       |  |  |

| 4. kolo 19. srpna 2012 | AC Sparta Praha                                          | 3 – 1 | SK České Budějovice   | Generali Aréna, Praha              |  |  |
| 17:00 SEČ              | Václav Kadlec 26' Léonard Kweuke 51' Pavel Kadeřábek 89' |       | 34' Miroslav Markovič | Diváci: 0 Rozhodčí: Martin Nenadál |  |  |
|                        |                                                          |       |                       |                                    |  |  |

| 5. kolo 27. srpna 2012 | FK Baumit Jablonec | 1 – 2 | AC Sparta Praha                    | Chance Aréna, Jablonec nad Nisou      |  |  |
| 18:00 SEČ ČT sport     | Vít Beneš 86'      |       | 33' Jiří Jarošík 90' Tomáš Přikryl | Diváci: 5 958 Rozhodčí: Libor Kovařík |  |  |
|                        |                    |       |                                    |                                       |  |  |

| 6. kolo 2. září 2012 | AC Sparta Praha | 1 – 0 | FC Hradec Králové | Generali Aréna, Praha             |  |  |
| 17:00 SEČ            | Bekim Balaj 38' |       |                   | Diváci: 9 631 Rozhodčí: Jan Jílek |  |  |
|                      |                 |       |                   |                                   |  |  |

| 7. kolo 15. září 2012 | FC Viktoria Plzeň         | 1 – 0 | AC Sparta Praha | Doosan Aréna, Plzeň                    |  |  |
| 15:00 SEČ ČT sport    | Pavel Horváth 40'(z pen.) |       |                 | Diváci: 11 722 Rozhodčí: Radek Matějek |  |  |
|                       |                           |       |                 |                                        |  |  |

| 8. kolo 24. září 2012 | AC Sparta Praha            | 1 – 2 | SK Sigma Olomouc      | Generali Aréna, Praha                |  |  |
| 19:30 SEČ ČT sport    | Václav Kadlec 60' (z pen.) |       | 66', 78' Michal Ordoš | Diváci: 7 756 Rozhodčí: Tomáš Adámek |  |  |
|                       |                            |       |                       |                                      |  |  |

| 9. kolo 29. září 2012 | SK Slavia Praha  | 1 – 0 | AC Sparta Praha | Eden Aréna, Praha                      |  |  |
| 20.00 SEČ ČT sport    | Martin Latka 73' |       |                 | Diváci: 15 654 Rozhodčí: Radek Příhoda |  |  |
|                       |                  |       |                 |                                        |  |  |

| 10. kolo 8. října 2012 | AC Sparta Praha                       | 2 – 0 | FC Baník Ostrava | Generali Aréna, Praha                    |  |  |
| 19:00 SEČ ČT sport     | Tomáš Zápotočný 16' Václav Kadlec 67' |       |                  | Diváci: 9 145 Rozhodčí: Drahoslav Drábek |  |  |
|                        |                                       |       |                  |                                          |  |  |

| 11. kolo 21. října 2012 | FC Vysočina Jihlava | 1 – 1 | AC Sparta Praha   | Stadion v Jiráskově ulici, Jihlava     |  |  |
| 17:30 SEČ Nova Sport    | Stanislav Tecl 31'  |       | 11' Václav Kadlec | Diváci: 4 100 Rozhodčí: Pavel Královec |  |  |
|                         |                     |       |                   |                                        |  |  |

| 12. kolo 28. října 2012 | AC Sparta Praha                     | 2 – 1 | FC Slovan Liberec | Generali Aréna, Praha                 |  |  |
| 18:00 SEČ Nova Sport    | Jiří Jarošík 32' Ondřej Švejdík 63' |       | 75' Jan Blažek    | Diváci: 7 351 Rozhodčí: Libor Kovařík |  |  |
|                         |                                     |       |                   |                                       |  |  |

| 13. kolo 3. listopadu 2012 | FK Mladá Boleslav               | 1 – 1 | AC Sparta Praha            | Městský stadion, Mladá Boleslav        |  |  |
| 19:20 SEČ ČT sport         | Jakub Mareš 56' 73' Jakub Mareš |       | 76'(z pen.) Josef Hušbauer | Diváci: 4 348 Rozhodčí: Petr Ardeleánu |  |  |
|                            |                                 |       |                            |                                        |  |  |

| 14. kolo 11. listopadu 2012 | AC Sparta Praha         | 2 – 0 | FC Zbrojovka Brno | Generali Aréna, Praha                  |  |  |
| 18:00 SEČ Fanda TV          | Léonard Kweuke 50', 90' |       |                   | Diváci: 6 752 Rozhodčí: Tomáš Kocourek |  |  |
|                             |                         |       |                   |                                        |  |  |

| 15. kolo 17. listopadu 2012 | AC Sparta Praha | 1 – 0 | FK Teplice | Generali Aréna, Praha             |  |  |
| 20:15 SEČ Fanda TV          | Bekim Balaj 84' |       |            | Diváci: 6 031 Rozhodčí: Jan Jílek |  |  |
|                             |                 |       |            |                                   |  |  |

| 16. kolo 25. listopadu 2012 | 1. FK Příbram | 0 – 0 | AC Sparta Praha | Na Litavce, Příbram               |  |  |
| 18:00 SEČ Fanda TV          |               |       |                 | Diváci: 5 682 Rozhodčí: Jiří Jech |  |  |
|                             |               |       |                 |                                   |  |  |

#### Jarní část
| 17. kolo 24. února 2013 | AC Sparta Praha                                             | 4 – 0 | 1. FC Slovácko | Generali Aréna, Praha                 |  |  |
| 18:05 SEČ Fanda TV      | Tomáš Zápotočný 67' Václav Kadlec 74', 77' Roman Bednář 81' |       |                | Diváci: 4 566 Rozhodčí: Radek Příhoda |  |  |
|                         |                                                             |       |                |                                       |  |  |

| 18. kolo 1. března 2013 | SK Dynamo České Budějovice | 0 – 2 | AC Sparta Praha       | Střelecký ostrov, České Budějovice |  |  |
| 20:15 SEČ Fanda TV      |                            |       | 50', 53' David Lafata | Diváci: 3 652 Rozhodčí: Jiří Jech  |  |  |
|                         |                            |       |                       |                                    |  |  |

| 19. kolo 10. března 2013 | AC Sparta Praha                       | 2 – 2 | FK Baumit Jablonec   | Generali Aréna, Praha                  |  |  |
| 20:00 SEČ ČT sport       | Tomáš Přikryl 78' Tomáš Zápotočný 89' |       | 44', 53' Tomáš Čížek | Diváci: 9 812 Rozhodčí: Pavel Královec |  |  |
|                          |                                       |       |                      |                                        |  |  |

| 20. kolo 17. března 2013 | FC Hradec Králové | 1 – 2 | AC Sparta Praha          | Všesportovní stadion, Hradec Králové   |  |  |
| 17:00 SEČ                | Vojtěch Štěpán 3' |       | 45', 80' Ladislav Krejčí | Diváci: 6 947 Rozhodčí: Tomáš Kocourek |  |  |
|                          |                   |       |                          |                                        |  |  |

| 21. kolo 30. března 2013 | AC Sparta Praha  | 1 – 0 | FC Viktoria Plzeň | Generali Aréna, Praha                   |  |  |
| 20:15 SEČ ČT sport       | David Lafata 68' |       |                   | Diváci: 19 128 Rozhodčí: Wolfgang Stark |  |  |
|                          |                  |       |                   |                                         |  |  |

| 22. kolo 6. dubna 2013 | SK Sigma Olomouc | 0 – 3 | AC Sparta Praha                            | Andrův stadion, Olomouc              |  |  |
| 16:30 SEČ ČT sport     |                  |       | 29' Ladislav Krejčí 51', 62' Václav Kadlec | Diváci: 7 798 Rozhodčí: Pavel Franěk |  |  |
|                        |                  |       |                                            |                                      |  |  |

| 23. kolo 13. dubna 2013 | AC Sparta Praha                                                   | 3 – 1 | SK Slavia Praha  | Generali Aréna, Praha              |  |  |
| 19:15 SEČ ČT sport      | David Hubáček (vlastní) 19' Václav Kadlec 27' Ladislav Krejčí 84' |       | 50' Jan Vošahlík | Diváci: 19 410 Rozhodčí: Jiří Jech |  |  |
|                         |                                                                   |       |                  |                                    |  |  |

| 24. kolo 20. dubna 2013 | FC Baník Ostrava | 0 – 1 | AC Sparta Praha    | Bazaly, Ostrava                        |  |  |
| 20:30 SEČ ČT sport      |                  |       | 76' Léonard Kweuke | Diváci: 14 704 Rozhodčí: Libor Kovařík |  |  |
|                         |                  |       |                    |                                        |  |  |

| 25. kolo 26. dubna 2013 | AC Sparta Praha                   | 2 – 2 | FC Vysočina Jihlava                          | Generali Aréna, Praha              |  |  |
| 20:15 SEČ Fanda TV      | David Lafata 74' Roman Bednář 75' |       | 65' Jiří Jarošík (vlastní) 67' Lukáš Vaculík | Diváci: 11 695 Rozhodčí: Jan Jílek |  |  |
|                         |                                   |       |                                              |                                    |  |  |

| 26. kolo 4. května 2013 | FC Slovan Liberec                   | 2 - 0 | AC Sparta Praha | Stadion U Nisy, Liberec                  |  |  |
| 16:35 SEČ Fanda TV      | Michael Rabušic 8' Jiří Štajner 65' |       |                 | Diváci: 9 215 Rozhodčí: Miroslav Zelinka |  |  |
|                         |                                     |       |                 |                                          |  |  |

| 27. kolo 12. května 2013 | AC Sparta Praha                             | 4 - 0 | FK Mladá Boleslav | Generali Aréna, Praha          |  |  |
| 19:00 SEČ Fanda TV       | David Lafata 45', 73', 89' Jiří Jarošík 62' |       |                   | Diváci: 8 125 Rozhodčí: Franěk |  |  |
|                          |                                             |       |                   |                                |  |  |

| 28. kolo 22. května 2013 | FC Zbrojovka Brno                                 | 3 - 2 | AC Sparta Praha                      | Městský stadion Srbská, Brno |  |  |
| 20:30 SEČ Fanda TV       | Pavel Mezlík 38' Karel Kroupa 44' David Pašek 47' |       | 70' Josef Hušbauer 88' Václav Kadlec | Diváci: 8 082 Rozhodčí: Jech |  |  |
|                          |                                                   |       |                                      |                              |  |  |

| 29. kolo 26. května 2013 | FK Teplice | 0 - 3 | AC Sparta Praha                                         | Na Stínadlech, Teplice |  |  |
| 17:00 SEČ Fanda TV       |            |       | 22' Ondřej Švejdík 28' Václav Kadlec 60' Josef Hušbauer | Diváci: 6 450          |  |  |
|                          |            |       |                                                         |                        |  |  |

| 30. kolo 1. června 2013 | AC Sparta Praha                        | 3 - 0 | FK Dukla Praha | Generali Aréna, Praha            |  |  |
| 17:00 SEČ Fanda TV      | Lukáš Vácha 15' Václav Kadlec 68', 86' |       |                | Diváci: 12 355 Rozhodčí: Kovařík |  |  |
|                         |                                        |       |                |                                  |  |  |

### Pohár České pošty

#### 3. kolo
| 1/16 31. října 2012                                                              | FK Viktoria Žižkov | 1 – 1 (3 – 4 pen)                                                                      | AC Sparta Praha     | Stadion FK Viktoria Žižkov, Praha     |  |  |
| 14:30 SEČ                                                                        | Karel Hejný 45'    |                                                                                        | 34' Pavel Kadeřábek | Diváci: 1 336 Rozhodčí: Radek Příhoda |  |  |
|                                                                                  |                    | Penaltový rozstřel                                                                     |                     |                                       |  |  |
| Petr Mareš Pavel Čermák Anton Sloboda Karel Kiidron Martin Kotyza Martin Surynek | 3 – 4              | Josef Hušbauer Pavel Kadeřábek Mario Holek Alexander Jakubov Milan Jirásek Jiří Skalák |                     |                                       |  |  |
|                                                                                  |                    |                                                                                        |                     |                                       |  |  |

#### Osmifinále
| První zápas 29. listopadu 2012 | FC Vysočina Jihlava | 1 – 1 | AC Sparta Praha     | Stadion v Jiráskově ulici, Jihlava   |  |  |
| 17:00 SEČ                      | Tomáš Sedláček 4'   |       | 45' Tomáš Zápotočný | Diváci: 2 285 Rozhodčí: Pavel Franěk |  |  |
|                                |                     |       |                     |                                      |  |  |

| Odveta 5. března 2013                                                    | AC Sparta Praha  | 1 – 1 (3 – 2 pen)                                                | FC Vysočina Jihlava                          | Generali Aréna, Praha             |  |  |
| 18:00 SEČ                                                                | Roman Bednář 34' |                                                                  | 22' Václav Koloušek (z pen.) 74' Tomáš Marek | Diváci: 1 428 Rozhodčí: Jan Jílek |  |  |
|                                                                          |                  | Penaltový rozstřel                                               |                                              |                                   |  |  |
| Mario Holek Josef Hušbauer Václav Kadlec Vlastimil Vidlička David Lafata | 3 – 2            | Lukáš Vaculík Karol Karlík Peter Čvirik Jan Kosak Václav Tomeček |                                              |                                   |  |  |
|                                                                          |                  |                                                                  |                                              |                                   |  |  |

#### Čtvrtfinále
| První zápas 3. dubna 2013 | SK Sigma Olomouc                 | 2 – 4 | AC Sparta Praha                                             | Andrův stadion, Olomouc                  |  |  |
| 18:00 SEČ                 | Jan Navrátil 72' Adam Varadi 87' |       | 60', 66'Václav Kadlec 64' Léonard Kweuke 79' Josef Hušbauer | Diváci: 3 213 Rozhodčí: Miroslav Zelinka |  |  |
|                           |                                  |       |                                                             |                                          |  |  |

| Odveta 16. března 2013 | AC Sparta Praha                                           | 4 – 2 | SK Sigma Olomouc                 | Generali Aréna, Praha             |  |  |
| 20:15 SEČ              | Pavel Kadeřábek 7' Léonard Kweuke 49', 70' Adam Jánoš 88' |       | 47' Jan Navrátil 90' Aleš Škerle | Diváci: 3 106 Rozhodčí: Jan Jílek |  |  |
|                        |                                                           |       |                                  |                                   |  |  |

#### Semifinále
| První zápas 1. května 2013 | FK Mladá Boleslav | 1 – 1 | AC Sparta Praha     | Městský stadion, Mladá Boleslav        |  |  |
| 16:00 SEČ                  | Jan Chramosta 73' |       | 52' Ladislav Krejčí | Diváci: 4 477 Rozhodčí: Tomáš Kocourek |  |  |
|                            |                   |       |                     |                                        |  |  |

| Odveta 8. května 2013 | AC Sparta Praha | 1 - 2 | FK Mladá Boleslav               | Generali Aréna, Praha         |  |  |
| 17:15 SEČ             | Jiří Jarošík 2' |       | 59' Jan Bořil 69' Jan Chramosta | Diváci: 1 825 Rozhodčí: Bílek |  |  |
|                       |                 |       |                                 |                               |  |  |

### Evropská liga UEFA

#### 3. předkolo
| První zápas 2. srpna 2012 | FC Admira Wacker Mödling | 0 – 2 | AC Sparta Praha                                | Trenkwalder-Arena, Vídeň               |  |  |
| 21:05 SEČ Sport 1         |                          |       | 29' (vl.) Patrick Mevoungou 58' Léonard Kweuke | Diváci: 5 000 Rozhodčí: Martin Hansson |  |  |
|                           |                          |       |                                                |                                        |  |  |

| Odveta 9. srpna 2012 | AC Sparta Praha         | 2 – 2 | FC Admira Wacker Mödling                 | Generali Aréna, Praha              |  |  |
| 20:00 SEČ Fanda TV   | Léonard Kweuke 36', 39' |       | 19' Lukas Thürauer 69' Benjamin Sulimani | Diváci: 8 732 Rozhodčí: Luca Banti |  |  |
|                      |                         |       |                                          |                                    |  |  |

#### Play-off
| První zápas 23. srpna 2012 | Feyenoord Rotterdam                   | 2 – 2 | AC Sparta Praha        | Feijenoord Stadion, Rotterdam            |  |  |
| 20:00 SEČ Sport 1          | Miquel Nelom 59' Anass Achahbar 90+4' |       | 22', 26' Václav Kadlec | Diváci: 35 000 Rozhodčí: Peter Rasmussen |  |  |
|                            |                                       |       |                        |                                          |  |  |

| Odveta 30. srpna 2012 | AC Sparta Praha                            | 2 – 0 | Feyenoord Rotterdam | Generali Aréna, Praha               |  |  |
| 19:00 SEČ ČT sport    | Václav Kadlec 61'(z pen.) Jiří Jarošík 70' |       |                     | Diváci: 17 036 Rozhodčí: Ivan Bebek |  |  |
|                       |                                            |       |                     |                                     |  |  |

#### Základní skupina
| 1. kolo 20. září 2012 | Olympique Lyonnais                     | 2 – 1 | AC Sparta Praha     | Stade Gerland, Lyon                   |  |  |
| 21:05 SEČ ČT sport    | Bafétimbi Gomis 59' López Lisandro 62' |       | 77' Ladislav Krejčí | Diváci: 41 842 Rozhodčí: Sergej Bojko |  |  |
|                       |                                        |       |                     |                                       |  |  |

| 2. kolo 4. října 2012 | AC Sparta Praha                                                | 3 – 1 | Athletic Bilbao     | Generali Aréna, Praha                    |  |  |
| 19:00 SEČ Fanda TV    | Tomáš Zápotočný 26' Bekim Balaj 40' Josef Hušbauer 56'(z pen.) |       | 73' Óscar de Marcos | Diváci: 13 752 Rozhodčí: Manuel De Sousa |  |  |
|                       |                                                                |       |                     |                                          |  |  |

| 3. kolo 25. října 2012 | AC Sparta Praha                                         | 3 – 1 | Hapoel Ironi Kirjat Šmona FC | Generali Aréna, Praha                   |  |  |
| 19:00 SEČ Fanda TV     | Ladislav Krejčí 7' Václav Kadlec 10' Ondřej Švejdík 44' |       | 76' Shimon Abuhazira         | Diváci: 10 324 Rozhodčí: Danny Makkelie |  |  |
|                        |                                                         |       |                              |                                         |  |  |

| 4. kolo 8. listopadu 2012 | Hapoel Ironi Kirjat Šmona FC | 1 – 1 | AC Sparta Praha    | Stadion Kirjat Eliezer, Haifa           |  |  |
| 21:05 SEČ ČT sport        | Darko Tasevski 4'            |       | 24' Léonard Kweuke | Diváci: 1 000 Rozhodčí: Alexej Kulbakov |  |  |
|                           |                              |       |                    |                                         |  |  |

| 5. kolo 22. listopadu 2012 | AC Sparta Praha    | 1 – 1 | Olympique Lyonnais | Generali Aréna, Praha                     |  |  |
| 19:00 SEČ ČT sport         | 53' Josef Hušbauer |       | Yassine Benzia 46' | Diváci: 17 121 Rozhodčí: Anastasios Kakos |  |  |
|                            |                    |       |                    |                                           |  |  |

| 6. kolo 6. prosince 2012 | Athletic Bilbao | 0 – 0 | AC Sparta Praha | San Mamés, Bilbao                             |  |  |
| 21:05 SEČ Fanda TV       |                 |       |                 | Diváci: 30 424 Rozhodčí: Sébastien Delferiere |  |  |
|                          |                 |       |                 |                                               |  |  |

#### První vyřazovací kolo
| První zápas 14. února 2013 | AC Sparta Praha | 0 – 1 | Chelsea FC | Generali Aréna, Praha                   |  |  |
| 19:00 SEČ ČT sport         |                 |       | 82' Oscar  | Diváci: 18 952 Rozhodčí: Daniele Orsato |  |  |
|                            |                 |       |            |                                         |  |  |

| Odveta 21. února 2013 | Chelsea FC      | 1 – 1 | AC Sparta Praha  | Stamford Bridge, Londýn                     |  |  |
| 21:05 SEČ Fanda TV    | 90' Eden Hazard |       | David Lafata 17' | Diváci: 38 642 Rozhodčí: Aleksandar Stavrev |  |  |
|                       |                 |       |                  |                                             |  |  |